# Mikkelshytta Station
Mikkelshytta Station (Mikkelshytta stasjon eller Mikkelshytta holdeplass) er en tidligere jernbanestation på Indre Østfoldbanen (Østre Linje), der ligger i Mikkelshytta i Rakkestad kommune i Norge.
Stationen blev åbnet som trinbræt i 1928. Betjeningen ophørte 15. juni 2003, da trafikken med persontog blev indstillet mellem Rakkestad og Sarpsborg. Stationen blev efterfølgende fjernet men er dog ikke nedlagt formelt. Stationen ligger ved en kort tunnel under Riksvei 111. Mens den var i drift bestod den af et spor og en kort perron med et læskur, der ligesom perronen var af mørkebrunt træ. Stationen ligger 88,8 km fra Oslo S.